# MTV2 Headbangers Ball Volume 2
MTV2 Headbangers Ball Volume 2 – płyta nagrana na potrzeby MTV2. Została wydana 28 września 2004 roku przez Roadrunner Records. Materiał zarejestrowano 28 stycznia tego samego roku. Album składa się z dwóch płyt, każda z nich zawiera 20 metalowych utworów.

## Lista utworów

### CD 1
1. Duality – Slipknot
2. Right Now -KoЯn
3. Rose of Sharyn – Killswitch Engage
4. Kick the Chair – Megadeth
5. Right Side of the Bed – Atreyu
6. Step Up – Drowning Pool
7. Weak and Powerless – A Perfect Circle
8. What Drives the Weak – Shadows Fall
9. Imperium – Machine Head
10. Waiting for the Turning Point – Superjoint Ritual
11. Into the Darkness – Kittie
12. Your Sweet Six Six Six – HIM
13. Unholy Confessions – Avenged Sevenfold
14. Laid to Rest – Lamb of God (wersja demo)
15. Prophecy – Soulfly
16. House of Doom – Black Label Society
17. Breathing New Life – Damageplan
18. The Quiet Place – In Flames
19. Archetype – Fear Factory
20. My Tortured Soul (Na żywo z Headbangers Ball) – Probot

### CD 2
1. Medusa and Hemlock – Cradle of Filth
2. The Great Dividers – Unearth
3. Antihero – God Forbid
4. We Bury Our Dead at Dawn – The Agony Scene
5. Needled 24/7 – Children of Bodom
6. Love Lost in a Hale of Gunfire – Bleeding Through
7. Like Light to the Flies – Trivium
8. Fuel for Hatred – Satyricon
9. Rain to the Sound of Panic – Himsa
10. Deadly Sinners – 3 Inches of Blood
11. Contagion – The Black Dahlia Murder
12. I Been Gone a Long Time – Every Time I Die
13. She Speaks to Me – Blood Has Been Shed
14. Waiting for the Heavens – Eighteen Visions
15. Scars of the Crucifix – Deicide
16. The Deepest Gray – All That Remains
17. Venus Complex – Twelve Tribes
18. Panasonic Youth – The Dillinger Escape Plan
19. American Hollow – Martyr A.D.
20. Progenies of the Great Apocalypse – Dimmu Borgir